# Workin' Together (album)
Workin' Together is een album van Ike & Tina Turner dat werd uitgebracht in 1971.

## Achtergrond
Workin' Together was het meest succesvolle album van de Turners in de Verenigde Staten. Het behaalde aldaar de 25ste positie op de Billboard 200 en de derde positie op de Billboard r&b-albums. Het album behaalde de gouden status.
Er werden vier singles van het album uitgebracht. Proud Mary is veruit de bekendste, dewelke de nummer 4-positie behaalde op de Amerikaanse Billboard Hot 100 en nummer 5 in de Nederlandse Single Top 100. In de Verenigde Staten behaalde het nummer de gouden status. De titelsong Workin' Together bereikte de 41ste plaats in de Amerikaanse Hot Soul Singles en de 5e plek in de Bubbling under. Ooh Poo Pah Doo bleef steken op de 60ste plaats in de Billboard Hot 100 en de 31ste plek in de Hot Soul Singles. Get Back werd een jaar later als single uitgebracht, maar maakte geen indruk.
Het nummer Funkier Than a Mosquita's Tweeter werd geschreven door de oudere zuster van Tina Turner, Alline Bullock. Het lied werd later gecoverd door Nina Simone.

## Nummers
| Nr. | Titel                                      | Schrijver(s)                  | Duur |
| --- | ------------------------------------------ | ----------------------------- | ---- |
| 1.  | Workin' Together                           | Ike Turner                    | 3:36 |
| 2.  | (As Long As I Can) Get You When I Want You | George Jackson, Raymond Moore | 2:25 |
| 3.  | Get Back                                   | John Lennon, Paul McCartney   | 3:15 |
| 4.  | The Way You Love Me                        | Ike Turner                    | 2:38 |
| 5.  | You Can Have It                            | Ike Turner                    | 3:28 |
| 6.  | Game Of Love                               | Ike Turner                    | 2:47 |

| Nr. | Titel                             | Schrijver(s)                | Duur |
| --- | --------------------------------- | --------------------------- | ---- |
| 7.  | Funkier Than a Mosquita's Tweeter | Alline Bullock              | 2:40 |
| 8.  | Ooh Poo Pah Doo                   | Jessie Hill                 | 3:35 |
| 9.  | Proud Mary                        | John Fogerty                | 4:48 |
| 10. | Goodbye So Long                   | Ike Turner                  | 1:56 |
| 11. | Let It Be                         | John Lennon, Paul McCartney | 3:15 |